# Dolmen von Villard

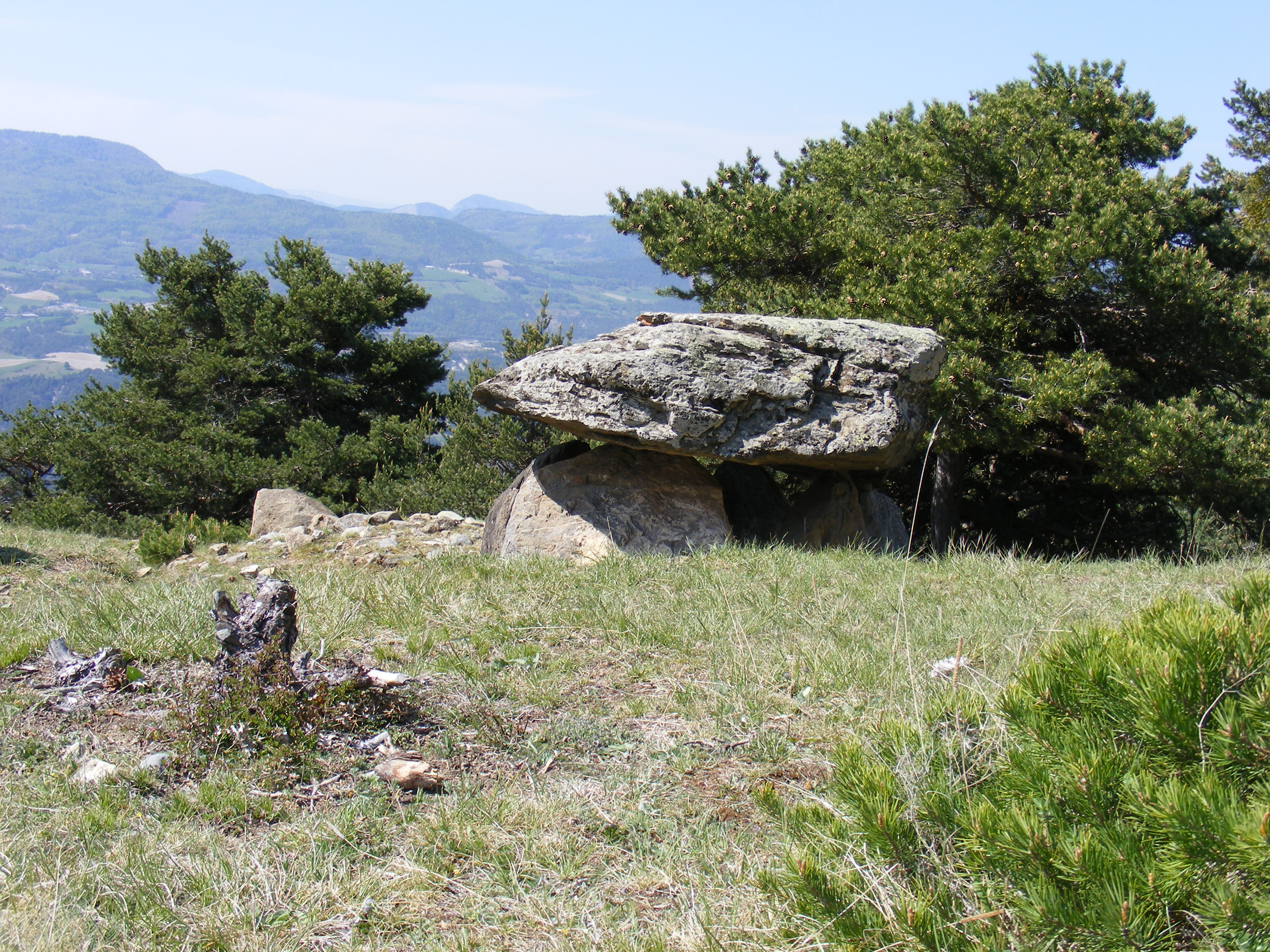
Dolmen von Villard

Der Dolmen von Villard befindet sich in der Gemeinde Le Lauzet-Ubaye, bei Digne-les-Bains im äußersten Norden des Départements Alpes-de-Haute-Provence in Frankreich. Dolmen ist in Frankreich der Oberbegriff für neolithische Megalithanlagen aller Art (siehe: Französische Nomenklatur).
Der gut erhaltene Dolmen liegt über dem Dorf Ubaye in 1240 m Höhe an der südlichen Flanke des 2324 m hohen Berges Pic de Morgon. Die Kammer wird von einer Platte bedeckt, die über sechs Orthostaten liegt. Der Zugang wird teilweise durch eine Platte blockiert. Ein Gang, bestehend aus ein paar ausgerichteten Blöcken, ist noch erkennbar.
Der seit dem 19. Jahrhundert bekannte Dolmen war Gegenstand mehrerer Ausgrabungen. Er stammt aus Chalkolithikum und wurde in der späten Bronzezeit (2500–1750 v. Chr.) wiederverwendet. In den Ablagerungen dieser Zeit wurden Fragmente menschlicher Knochen (von etwa 40 Personen) und Zähne gefunden, sowie Faunenresten (von Schafen und/oder Ziegen), Scherben mehrerer Gefäße (Becher, Schalen und Schüsseln), Werkzeuge aus Feuerstein, ein Kupferdolch, eine Armschutzplatte sowie Perlen und Anhänger aus Eberhauern.
Die Megalithanlage ist seit 1900 als Monument historique aufgeführt.